# Mitch Vogel
Mitchel L „Mitch” Vogel (ur. 17 stycznia 1956 w Alhambra) – amerykański aktor filmowy i telewizyjny.

## Życiorys
Urodził się w Alhambra, w Kalifornii. Jego ojciec, Dennis Vogel, pracował w branży budowlanej. Jego rodzice rozwiedli się, a matka ponownie wyszła za mąż za sierżanta piechoty morskiej. Mieszkał z matką, ojczymem Edwardem Greenleafem i młodszą przyrodnią siostrą Kelly w Costa Mesa w Kalifornii. Jego babcia, Maude Awrey pełniła funkcję jego kierownika biznesowego.
Jego fascynacja aktorstwem zaczęła się, gdy miał dziesięć lat, kiedy matka zabrała go na występ Piotrusia Pana w Melodyland Theater w Anaheim. Choć był entuzjastą gitary, zapytany, czy woli brać lekcje aktorstwa, czy lekcje gry na gitarze, wybrał aktorstwo, zaczynając od Orange County Performing Arts Foundation. Wkrótce został obsadzony w głównej roli w przedstawieniach: Przygody Tomka Sawyera, Heidi i Czarnoksiężnik z Krainy Oz. Zwrócił na siebie uwagę hollywoodzkiej agentki Evelyn Farney, która załatwiła mu profesjonalne przesłuchanie. W latach 1969–1970 uczęszczał do Heinz Kaiser Junior High School w Costa Mesa w Kalifornii, naukę kontynuował w Jordan Jr. High school w Burbank.
W wieku dwunastu lat zadebiutował na ekranie w komedii familijnej Melville’a Shavelsona Twoje, moje i nasze (Yours, Mine and Ours, 1968) jako Tommy Beardsley, syn Helen (Lucille Ball) i Franka (Henry Fonda). Zyskał rozgłos w następnym roku dzięki roli 11-letniego Luciusa McCaslina, który dołącza do swojego krewnego (Steve McQueen) podczas wycieczki do burdelu w Memphis w komediodramacie Marka Rydella Koniokrady (The Reivers, 1969), za którą został nominowany do Złotego Globu dla najlepszego aktora drugoplanowego w 1969.
Pojawił się na krótko w odcinku NBC Bonanza wyemitowanym 6 października 1968, zatytułowanym „Prawdziwi ludzie z Muddy Creek” („The Real People of Muddy Creek”) jako Tommy. Dwa lata później dołączył do obsady Bonanzy, występując jako Jamie Hunter, dorastający sierota przygarnięty i ostatecznie adoptowany przez rodzinę Cartwright w ciągu ostatnich trzech sezonów serialu (1970–1973). W telewizyjnym dramacie kryminalnym NBC Born Innocent (1974) z Lindą Blair wystąpił jako Tom Parker. Film ten dotyczył fizycznego, seksualnego i psychicznego znęcania się nad nastoletnią dziewczyną i zyskał wiele rozgłosu i kontrowersji; stał się najwyżej ocenianym filmem telewizyjnym roku w USA. W serialu NBC Domek na prerii (Little House on the Preirie, 1974–1975) grał rolę Johnny’ego Johnsona.
W 1978 Vogel opuścił show business i rozpoczął życie z dala od centrum uwagi. Zajął się reżyserią i występował w przedstawieniach kościelnych, a także śpiewał w zespole.
W 1985 poślubił Christine Gilles, z którą ma dwie córki, Shaunę i Melanie.

## Filmografia

### Seriale TV
- 1968: Bonanza jako Tommy
- 1970: Gunsmoke jako Dobie McCabe
- 1970: Ironside jako Jerry Jessup
- 1970–1973: Bonanza jako Jamie Hunter Cartwright
- 1973: Gunsmoke jako Rob Fielder
- 1974: Ulice San Francisco jako Peter Todd
- 1974–1975: Domek na prerii (Little House on the Preirie) jako Johnny Johnson
- 1975: Gunsmoke jako Dink
- 1978: Wonder Woman jako Mitch